# Leptorhaphis atomaria
Leptorhaphis atomaria är en lavart som först beskrevs av Erik Acharius, och fick sitt nu gällande namn av Szatala. Leptorhaphis atomaria ingår i släktet Leptorhaphis och familjen Naetrocymbaceae.  Arten är reproducerande i Sverige. Inga underarter finns listade i Catalogue of Life.